# Jack Coleman
John MacDonald "Jack" Coleman, född 21 februari 1958 i Easton i Pennsylvania, är en amerikansk skådespelare och manusförfattare.

## Bakgrund
Jack Coleman är gift med skådespelerskan Beth Toussaint sedan 1996 och tillsammans har de en dotter. Han är sjätte generationens barnbarn till Benjamin Franklin och den yngsta av sju bröder.

### Karriär
Jack Coleman tog examen vid Duke University 1980, där han hade studerat skådespeleri. Han fick sin första roll i Våra bästa år där han spelade Jake Kositchek. Efter det tog han över rollen som Steven Carrington i såpoperan Dynastin, en av de första homosexuella rollfigurerna i en TV-serie. 20 år senare fick han en roll som Noah Bennet i Heroes som en beskyddande spion-pappa.

## Filmografi (urval)
- 1981–1982 – Våra bästa år (TV-serie) (fyra avsnitt)
- 1982–1988 – Dynastin (TV-serie) (148 avsnitt)
- 1997 – Spawn
- 2004 – Kingdom Hospital (TV-serie) (13 avsnitt)
- 2006–2010 – Heroes (TV-serie) (74 avsnitt)
- 2013 – Burn Notice (TV-serie) (elva avsnitt)
- 2013 – Scandal (TV-serie) (sex avsnitt)
- 2015–2016 – Heroes Reborn (TV-serie) (13 avsnitt)